# Las Peñas (Córdoba)
Las Peñas es una localidad situada en el departamento Totoral, provincia de Córdoba, Argentina.
Se encuentra situada sobre la RN 9, a 100 km de la Ciudad de Córdoba.
La localidad también es atravesada por el Ramal A, clausurado, del ferrocarril de cargas General Belgrano.
La principal actividad económica es la agricultura seguida por la ganadería.
Existen en la localidad numerosos establecimientos agrícolas como plantas de silos, oficinas, etc.
También existen algunas industrias relacionadas con el campo.
Los principales cultivos son la soja, el maíz, el trigo y la avena.
Existen en la localidad un destacamento policial, un jardín de infantes, una escuela primaria, secundaria y un dispensario (centro de atención médica). En la plaza Leopoldo Lugones se ha erigido un mausoleo que contiene cenizas de Ginamaría Hidalgo, mundialmente famosa cantante argentina fallecida el 10 de febrero de 2004.

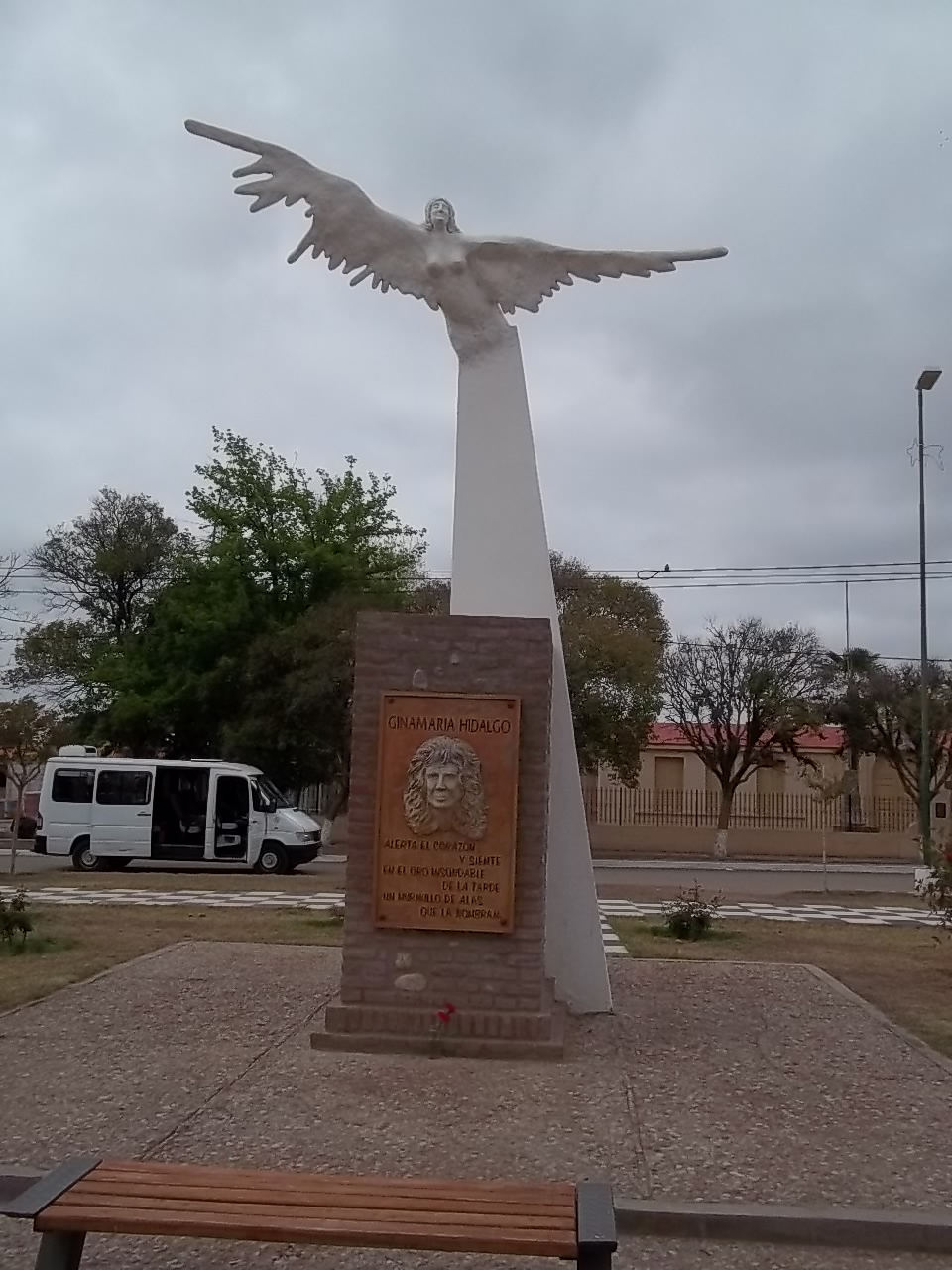
En la Plaza Leopoldo Lugones de Las Peñas, Departamento Totoral, Córdoba, se ha erigido un mausoleo que contiene las cenizas de la famosa cantante argentina Ginamaría Hidalgo.

## Población
Cuenta con 2075 habitantes (Indec, 2022), lo que representa un incremento del 23% frente a los 1590 habitantes (Indec, 2010) del censo anterior.
| Gráfica de evolución demográfica de Las Peñas entre 1991 y 2022 |
|                                                                 |
| Fuente: Censos nacionales del INDEC                             |

## Sismicidad
La sismicidad de la región de Córdoba es frecuente y de intensidad baja, y un silencio sísmico de terremotos medios a graves cada 30 años en áreas aleatorias. Sus últimas expresiones se produjeron:
- 22 de septiembre de 1908 (116 años), a las 17.00 UTC-3, con 6,5 Richter, escala de Mercalli VII; ubicación 30°30′0″S 64°30′0″O / -30.50000, -64.50000; profundidad: 100 km; produjo daños en Deán Funes, Cruz del Eje y Soto, provincia de Córdoba, y en el sur de las provincias de Santiago del Estero, La Rioja y Catamarca[2]

- 16 de enero de 1947 (78 años), a las 2.37 UTC-3, con una magnitud aproximadamente de 5,5 en la escala de Richter (terremoto de Córdoba de 1947)[1]

- 28 de marzo de 1955 (70 años), a las 6.20 UTC-3 con 6,9 Richter: además de la gravedad física del fenómeno se unió el desconocimiento absoluto de la población a estos eventos recurrentes (terremoto de Villa Giardino de 1955)

- 7 de septiembre de 2004 (20 años), a las 8.53 UTC-3 con 4,1 Richter

- 25 de diciembre de 2009 (15 años), a las 21.42 UTC-3 con 4,0 Richter